# The Staple Singers
The Staple Singers била је америчка музичка група које је изводила музику жанрова госпел, соул и Р&Б.
Попс Стејплс (28. децембар 1914 – 19. децембар 2000), патријарх породице, формирао је групу са својом децом Клеотом (11. април 1934 – 21. фебруар 2013), Первис (18. новембар, 1935 – 6. мај 2021), и Мавис (р. 10. јула 1939). Ивон (23. октобар 1937 – 10. април 2018) је заменила свог брата који је био регрутована у америчку војску, и заменила га је поново 1970. године. Најпознатији су по хитовима из 1970-их Respect Yourself", I'll Take You There, If You're Ready (Come Go with Me) и Let's Do It Again.

## Награде
Група је уврштена у Дворану славних рокенрола 1999. и Дворану славних госпел музике 2018. Они су такође били почашћени маркером на Мисисипи блуз стази у Друу у Мисисипију. Група је 2005. године добила Греми награду за животно дело .

## Дискографија

### Рани албуми
- A Gospel Program (са The Caravans) (Gospel/Savoy MG-3001, 1958)
- Uncloudy Day (Vee Jay VJLP-5000, 1959)
- Will the Circle Be Unbroken (Vee Jay VJLP-5008, 1960)
- Swing Low (Vee Jay VJLP-5014, 1961)
- Hammer and Nails (Riverside RLP-3501, 1962)
- The Twenty-Fifth Day of December (Riverside RLP-3513, 1962)
- This Land (Riverside RM-3524, 1963)
- Swing Low Sweet Chariot (Vee Jay VJLP-5030, 1963)
- Amen! (Epic BN-26132, 1965)
- Freedom Highway (Epic BN-26163, 1965)
- This Little Light (Riverside RM-3527, 1965)
- Why (Epic BN-26196, 1966)
- Pray On (Epic BN-26237, 1967)
- For What It's Worth (Epic BN-26332, 1967)
- What the World Needs Now is Love (Epic BN-26373, 1968)
- Soul Folk in Action (Stax STS-2004, 1968)
- We'll Get Over (Stax STS-2016, 1969)

Извор:

### Албуми на листи
| Година                                                                       | Наслов                        | Највиша позиција на музичким ранг листама | Највиша позиција на музичким ранг листама | Највиша позиција на музичким ранг листама | Дискографска кућа |
| Година                                                                       | Наслов                        | US                                        | USR&B                                     | CAN                                       | Дискографска кућа |
| ---------------------------------------------------------------------------- | ----------------------------- | ----------------------------------------- | ----------------------------------------- | ----------------------------------------- | ----------------- |
| 1971                                                                         | The Staple Swingers           | 117                                       | 9                                         | —                                         | Stax              |
| 1972                                                                         | Be Altitude: Respect Yourself | 19                                        | 3                                         | 72                                        | Stax              |
| 1973                                                                         | Be What You Are               | 102                                       | 13                                        | —                                         | Stax              |
| 1974                                                                         | City in the Sky               | 125                                       | 13                                        | —                                         | Stax              |
| 1975                                                                         | Let's Do It Again             | 20                                        | 1                                         | 87                                        | Curtom            |
| 1976                                                                         | Pass It On                    | 155                                       | 20                                        | —                                         | Warner Bros.      |
| 1977                                                                         | Family Tree                   | —                                         | 58                                        | —                                         | Warner Bros.      |
| 1978                                                                         | Unlock Your Mind              | —                                         | 34                                        | —                                         | Warner Bros.      |
| 1984                                                                         | Turning Point                 | —                                         | 43                                        | —                                         | Private I         |
| — издања која нису била на топ листама или нису објављена на тој територији. |                               |                                           |                                           |                                           |                   |

### Одабрани синглови
| Година                                                                       | Наслов                                   | Највиша позиција на музичким ранг листама | Највиша позиција на музичким ранг листама | Највиша позиција на музичким ранг листама | Највиша позиција на музичким ранг листама | Највиша позиција на музичким ранг листама | Албум                         |
| Година                                                                       | Наслов                                   | US                                        | USR&B                                     | AUS                                       | CAN                                       | UK                                        | Албум                         |
| ---------------------------------------------------------------------------- | ---------------------------------------- | ----------------------------------------- | ----------------------------------------- | ----------------------------------------- | ----------------------------------------- | ----------------------------------------- | ----------------------------- |
| 1967                                                                         | Why? (Am I Treated So Bad)               | 95                                        | —                                         | —                                         | —                                         | —                                         | Why                           |
| 1967                                                                         | For What It's Worth                      | 66                                        | —                                         | —                                         | —                                         | —                                         | For What It's Worth           |
| 1970                                                                         | Love Is Plentiful                        | —                                         | 31                                        | —                                         | —                                         | —                                         | The Staple Swingers           |
| 1971                                                                         | Heavy Makes You Happy (Sha-Na-Boom Boom) | 27                                        | 6                                         | —                                         | 60                                        | —                                         | The Staple Swingers           |
| 1971                                                                         | You've Got to Earn It                    | 97                                        | 11                                        | —                                         | —                                         | —                                         | The Staple Swingers           |
| 1971                                                                         | Respect Yourself                         | 12                                        | 2                                         | —                                         | 17                                        | —                                         | Be Altitude: Respect Yourself |
| 1972                                                                         | I'll Take You There                      | 1                                         | 1                                         | —                                         | 21                                        | 30                                        | Be Altitude: Respect Yourself |
| 1972                                                                         | This World                               | 38                                        | 6                                         | —                                         | 85                                        | —                                         | Be Altitude: Respect Yourself |
| 1973                                                                         | Oh La De Da                              | 33                                        | 4                                         | —                                         | —                                         | —                                         | Wattstax: The Living Word     |
| 1973                                                                         | Be What You Are                          | 66                                        | 18                                        | —                                         | —                                         | —                                         | Be What You Are               |
| 1973                                                                         | If You're Ready (Come Go with Me)        | 9                                         | 1                                         | —                                         | 79                                        | 34                                        | Be What You Are               |
| 1974                                                                         | Touch a Hand, Make a Friend              | 23                                        | 3                                         | —                                         | 33                                        | —                                         | Be What You Are               |
| 1974                                                                         | City in the Sky                          | 79                                        | 4                                         | —                                         | —                                         | —                                         | City in the Sky               |
| 1974                                                                         | My Main Man                              | 76                                        | 18                                        | —                                         | —                                         | —                                         | City in the Sky               |
| 1975                                                                         | Let's Do It Again                        | 1                                         | 1                                         | 97                                        | 7                                         | —                                         | Let's Do It Again             |
| 1976                                                                         | New Orleans                              | 70                                        | 4                                         | —                                         | 84                                        | —                                         | Let's Do It Again             |
| 1976                                                                         | Love Me, Love Me, Love Me                | —                                         | 11                                        | —                                         | —                                         | —                                         | Pass It On                    |
| 1977                                                                         | Sweeter Than the Sweet                   | —                                         | 52                                        | —                                         | —                                         | —                                         | Pass It On                    |
| 1977                                                                         | See a Little Further (Than My Bed)       | —                                         | 77                                        | —                                         | —                                         | —                                         | Family Tree                   |
| 1978                                                                         | I Honestly Love You                      | —                                         | 68                                        | —                                         | —                                         | —                                         | Family Tree                   |
| 1978                                                                         | Unlock Your Mind                         | —                                         | 16                                        | —                                         | —                                         | —                                         | Unlock Your Mind              |
| 1979                                                                         | Chica Boom                               | —                                         | 82                                        | —                                         | —                                         | —                                         | Unlock Your Mind              |
| 1984                                                                         | H-A-T-E (Don't Live Here Anymore)        | —                                         | 46                                        | —                                         | —                                         | —                                         | Turning Point                 |
| 1984                                                                         | Slippery People                          | 109                                       | 22                                        | —                                         | —                                         | 78                                        | Turning Point                 |
| 1984                                                                         | This Is Our Night                        | —                                         | 50                                        | —                                         | —                                         | —                                         | Turning Point                 |
| 1985                                                                         | Are You Ready?                           | —                                         | 39                                        | —                                         | —                                         | —                                         | The Staple Singers            |
| 1985                                                                         | Nobody Can Make It on Their Own          | —                                         | 89                                        | —                                         | —                                         | —                                         | The Staple Singers            |
| — издања која нису била на топ листама или нису објављена на тој територији. |                                          |                                           |                                           |                                           |                                           |                                           |                               |